# Winx Club: Aventura magică
Winx Club II: Aventura magică (în italiană Winx Club 3D - Magica aventura) este al doilea film de animație 3D italian bazat în serialul de desene animate creat de Rainbow S.p.A, Winx Club. Filmul a avut premiera pe 29 octombrie 2010 în Italia. Regizorul filmului este Iginio Straffi. Filmul este plasat între episoadele 13 și 14 ale sezonului 4 al serialului original, după ce Winx au câștigat transformarea Believix, dar înainte de moartea lui Nabu.

## Descriere
Alfea celebrează începutul unui nou an școlar în ansamblu cu Turnul norilor. Zânele Clubului Winx, cu excepția lui Bloom, sunt de asemenea prezente. Cu toate acestea, și pe neașteptate, sărbătoarea este întreruptă de Icy, Darcy și Stormy, vrăjitoarele Trix. Cele cinci Winx prezente, fără Bloom, se văd obligate să pună capăt dezastrului creat de Trix, care, după ce au ruinat sărbătoarea, fură o busolă puternică care revelează un mare secret magic, sustrasă de Darcy în căldura bătăliei. Între timp, Bloom se găsește pe Domino, trăindu-și viața nouă ca prințesă cu părinții ei biologici, regele Oritel și regina Marion, și cu sora ei Daphne, recuperându-și timpul pierdut. Din nefericire, cele Trei Vrăjitoare Ancestrale revin împotriva zânelor Winx, și pentru ghinionul lui Bloom, Erendor, tatăl lui Sky, îl interzice pe fiul său să se căsătorească cu ea din cauza unui obscur secret care se găsește pe planeta Eraklyon, care desigur nu-l menționează. Și cu ajutorul lui Trix, cele Trei Vrăjitoare Ancestrale sunt capabile să găsească Pomul Vieții care menține în echilibru energia pozitivă și negativă a magiei. Cu o vrajă puternică, rup acest echilibru și absorb toată energia pozitivă din dimensiunea magică. Bloom, celelalte Winx și Sky merg la Gardenia (pe Pământ), unde descoperă ce s-a întâmplat cu Pomul Vieții într-o comunicare cu Faragonda. Bloom și prietenele ei se află vulnerabile fără puteri. Oare vor putea Winx să restaureze magia în univers?

## Actori

### Actori italieni

#### Winx și Zânișoarele
- Letizia Ciampa ca Bloom și Tune
- Perla Liberatori ca Stella și Chatta
- Ilaria Latini ca Flora și Amore
- Laura Lenghi ca Layla
- Gemma Donati ca Musa și Digit
- Domitilla D'Amico ca Tecna și Piff
- Roberta Pellini ca Daphne

#### Specialiștii
- Marco Vivio ca Sky
- Gianfranco Miranda ca Brandon
- Emiliano Coltori ca Riven
- Francesco Pezzulli ca Helia
- Davide Perino ca Timmy
- Sasha De Toni ca Nabu

#### Trix
- Tatiana Dessi ca Icy
- Federica De Bortoli ca Darcy
- Valeria Vidali ca Stormy

#### Alții
- Emanuela Rossi ca Faragonda
- Gaia Bolognesi ca Mirta
- Francesco Prando ca Oritel
- Antonella Giannini ca Griffin
- Ivan Andreani ca Kiko
- Beatrice Bologna ca Lockette
- Milvia Bonacini ca Lucy
- Paolo Marchese ca Erendor
- Monica Migliori ca Belladona
- Babara De Bortoli ca Vanessa
- Roberto Certomà ca Mike
- Pasquale Anselmo ca Lysslis
- Cinzia Villari ca Tharma
- Luigi Ferraro ca Wizgiz
- Claudia Razzi ca Marion

## Coloana sonoră
Filmul are două coloane sonore, una în italiană și alta în engleză, ambele având câte 11 piese:

#### Winx Club: Magica avventura
1. Tutta la magia del cuore - A Magical World of Wonder
2. Believix - You’re Magical
3. Insopportabile alchimia - Good Girls Bad Girls
4. Per sempre - Forever
5. Due destini in volo - Don’t Wake Me Up
6. Fatto apposta per me - Famous Girls
7. Supergirl - Supergirl
8. Mentre il mondo gira - Love Can’t Be Denied
9. Irraggiungibile - Endlessly
10. Big Boy - Big Boy
11. Ora sei libertà - Love Is a Miracle